# Tyemernyik
A Tyemernyik (oroszul: Темерник) a Don mellékfolyója a Rosztovi területen, Rosztov-na-Donu városnál. Hossza 33 km, ebből 18 km Rosztov-na-Donun keresztül. Vízgyűjtő területe 293 km². A folyó rendkívül szennyezett, a 2000-es évektől többször megkísérelték megtisztítani, ám ez nem sikerült.